# Regnbueis
Regnbueis, også kendt som Trefarvet is eller trikoloreis, består af vanille-, chokolade- og jordbæris side om side i samme pakke. 
I engelsktalende lande er denne type is kendt som "Neapolitan ice cream", opkaldt i slutningen af det nittende århundrede efter Napoli, nok delvis på baggrund af italienske indvandreres ekspertise inden for is. Oprindelig var der mange smagskombinationer, men de tre striber var et fællestræk, og hentyder til det italienske flag. Også i dag ses undertiden andre kombinationer.
I Danmark er regnbueisen også blevet kendt som tre-farvet is. Isen har historisk altid været kaldt regnbueis, men senere undersøgelser, har vist, at en bølge af unge mennesker har givet den nyt navn: Trefarvet is. Dog er den stadig af de fleste kendt som regnbueis.